# 야니크 슈체파니아크
야니크 슈체파니아크(프랑스어: Yannick Szczepaniak, 1980년 1월 29일~)는 프랑스의 전직 레슬링 선수이다. 2008년 하계 올림픽에서 남자 그레코로만형 슈퍼헤비급 동메달을 획득했다.